# Gigi (1951)
Gigi ist eine Boulevardkomödie, die am Broadway am 24. November 1951 uraufgeführt wurde.
Die Stück basiert auf dem Roman Gigi der französischen Autorin Colette, der von Anita Loos für die Bühne bearbeitet wurde. Dieser erzählt die Geschichte eines jungen Mädchens in Paris, das die Liebe kennenlernt.
Die Haupt- und Titelrolle spielte eine junge, unbekannte Schauspielerin namens Audrey Hepburn. Das Stück wurde von den Kritikern gelobt und war auch finanziell erfolgreich. 1952 gewann Audrey Hepburn dafür den Theatre World Award.  
Das Stück lief sechs Monate und führte zum Leinwanddebüt von Audrey Hepburn in Ein Herz und eine Krone, mit dem sie einen Academy Award errang.
Regisseur des Stückes war Raymond Rouleau, und Gilbert Miller produzierte es.
In der Londoner Aufführung übernahm Leslie Caron die Hauptrolle.